# Xifeng, Tieling
Xifeng, tidigare romaniserat Sifeng, är ett härad som lyder under Tielings stad på prefekturnivå i Liaoning-provinsen i nordöstra Kina.